# Parafia św. Jana Kantego w Tarnawce
Parafia św. Jana Kantego w Tarnawce – parafia rzymskokatolicka znajdująca się w archidiecezji przemyskiej, w dekanacie Dubiecko. 

## Historia

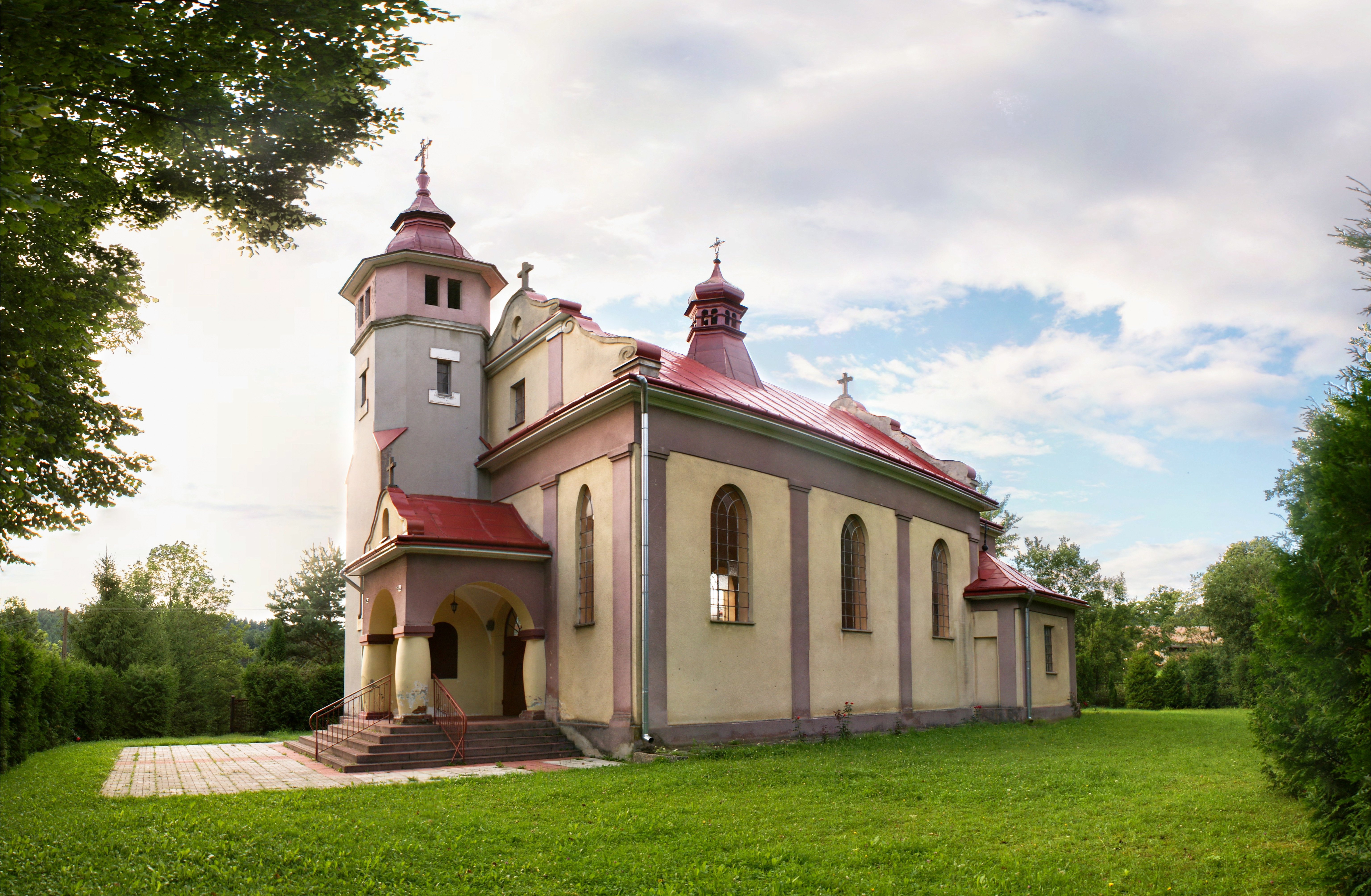
Kościół filialny w Piątkowej

W 1903 roku został poświęcony kościół. W 1912 roku dekretem bpa Józefa Sebastiana Pelczara została erygowana ekspozytura, z wydzielonego terytorium parafii Babice.
12 lipca 1944 roku ks. Jan Mazur został zastrzelony przez ukraińskich banderowców.
20 października 2019 abp Adam Szal dokonał konsekracji kościoła. 
Na terenie parafii jest 676 wiernych (w tym: Tarnawka – 92, Iskań – 273, Piątkowa – 254, Załazek – 57).
Proboszczowie parafii:
1915–?. ks. Jan Reichel (ekspozyt).
?–1935. ks. Jan Twaróg (ekspozyt).
1935–1939. ks. Franciszek Stańko (administrator).
1939–1944. ks. Jan Mazur (administrator).
1944–1951. ks. Wojciech Prugar (administrator excurrendo z Babic).
1951–1957. ks. Jan Osypka (administrator excurrendo z Babic)
1957–1982. ks. Władysław Rokitowski (administrator).
1982–1993. ks. Józef Zięba.
2000–2008. ks. Adam Chochołek.
2013– nadal ks. Witold Głuszek.